# Algo más que una pasión
Algo más que una pasión es un documental producido por La Perla Films emitido en La 2 de TVE y actualmente en Filmin. Dirigido por Carlos Troncoso Grao, con una duración de 62 minutos.